# Gustav Heinrich Wagner
Gustav Heinrich Wagner (* 7. Dezember 1820 in Flieth, Uckermark; † 17. April 1878 in Königsberg i. Pr.) war ein deutscher Altphilologe und Gymnasiallehrer.

## Leben
Als ältester Sohn des Fliether Predigers wurde Wagner bis zum 12. Lebensjahr von seinem Vater unterrichtet. Ostern 1832 kam er in die Quarta des  Prenzlauer Gymnasiums. Nach drei Jahren wechselte er in die Obersekunda vom Gymnasium zum Grauen Kloster. Vom Wintersemester 1837/38 bis Michaelis 1841 studierte er an der Friedrich-Wilhelms-Universität zu Berlin Philologie. Im September 1842 bestand er die Prüfung pro facultate docendi. Nachdem er das Probejahr am Köllnischen Realgymnasium absolviert hatte, wurde er zu Michaelis 1843 als Lehrer und Erzieher am Kgl. Pädagogium zu Charlottenburg angestellt. Ein Jahr später wurde er in das Kgl. Seminar für gelehrte Schulen zu Berlin aufgenommen. Dabei blieb er in seiner Charlottenburger Stellung. 
Michaelis 1847 kam er als ordentlicher Lehrer an das Gymnasium Anklam. 1848 wurde er in Berlin zum Dr. phil. promoviert. Er wurde im September 1850 zum Oberlehrer befördert und erhielt am 15. Juni 1857 den Titel „Professor“. Michaelis 1858 wurde ihm die Direktion des Kgl. Gymnasiums zu Ratibor übertragen. In Königsberg i. Pr. führte ihn Wilhelm Schrader am 13. Oktober 1863 als Direktor des Collegium Fridericianum ein. Wagner starb mit 57 Jahren im Amt.
Wagner war verheiratet, hatte zehn Kinder und ein Pflegekind. Er war eng befreundet mit dem Theologen Karl Cosack, dem Altertumswissenschaftler Julius Sommerbrodt und mit der Schriftstellerin Ottilie Wildermuth. Sein Schwiegersohn war der evangelische Theologe Matthias Lackner.

## Veröffentlichungen
- Über die Erziehung des Willens. (Ein psychologisch-pädagogischer Versuch.) Anklam 1852.[4]
- Disputatio de locis quibusdam Sallustianis. Ratibor 1861.[5]
- August Kelch, gestorben am 26. August 1859. Nekrolog. Ratibor 1860.[5]